# Liste der Unterrichtungstafeln in Deutschland an den Autobahnen A 5xx
Diese Unterliste enthält die Unterrichtungstafeln an deutschen Autobahnen, die mit 5 beginnen.

## A 5
| Fahrtrichtung nach Süden                                   | Kilometer | Fahrtrichtung nach Norden                       |
| Hattenbacher Dreieck                                       | 372,2     |                                                 |
| ---------------------------------------------------------- | --------- | ----------------------------------------------- |
|                                                            | 384,5     | Waldhessen                                      |
| Europäische Modellstadt Alsfeld                            | 388,9     |                                                 |
| Schloss Romrod                                             | 393,4     |                                                 |
|                                                            | 394,5     | Burg Herzberg                                   |
|                                                            | 398,7     | Europäische Modellstadt Alsfeld                 |
|                                                            | 405,2     | Schloss Romrod                                  |
| Schloss Laubach                                            | 410,7     |                                                 |
| Naturpark Hoher Vogelsberg                                 | 412,4     |                                                 |
| Königl. Puppenstuben- Museum Laubach                       | 414,0     |                                                 |
| Fachwerkstadt Grünberg                                     | 415,4     |                                                 |
|                                                            | 416,5     | Naturpark Hoher Vogelsberg                      |
|                                                            | 428,7     | Fachwerkstadt Grünberg                          |
| Lich Historische Altstadt                                  | 436,2     |                                                 |
|                                                            | 441,7     | Lich Historische Altstadt                       |
|                                                            | 442,0     | Königl. Puppenstuben- Museum Laubach            |
|                                                            | 445,3     | Schloss Laubach                                 |
| Butzbach Historische Fachwerkstadt                         | 451,3     |                                                 |
| Jugendstilbad Bad Nauheim MetropolregionFrankfurtRheinMain | 455,0     |                                                 |
|                                                            | 455,4     | Butzbach Historische Fachwerkstadt              |
| Naturpark Hochtaunus                                       | 457,5     |                                                 |
| Friedberg Burg und Adolfsturm                              | 462,5     |                                                 |
| Freizeitpark Lochmühle                                     | 464,5     |                                                 |
|                                                            | 464,9     | Rosendorf Steinfurth                            |
| Freilichtmuseum Hessenpark                                 | 468,0     |                                                 |
|                                                            | 472,9     | UNESCO-Welterbe Limes Römerkastell Saalburg     |
|                                                            | 474,7     | Freilichtmuseum Hessenpark                      |
| Europastadt Frankfurt am Main                              | 483,8     |                                                 |
|                                                            | 497,6     | Europastadt Frankfurt am Main                   |
|                                                            | 503,4     | Luftbrückendenkmal                              |
|                                                            | 510,3     | Zeppelinmuseum Neu-Isenburg                     |
|                                                            | 510,7     | Dreieichenhain Burg und Altstadt                |
| Wissenschaftsstadt Darmstadt                               | 511,7     |                                                 |
| Weltnaturerbe Grube Messel                                 | 514,5     |                                                 |
|                                                            | 522,6     | Mathildenhöhe Darmstadt Zentrum des Jugendstils |
|                                                            | 524,0     | Wissenschaftsstadt Darmstadt                    |
| UNESCO Geopark Bergstraße-Odenwald                         | 525,0     |                                                 |
| Weinland Hessische Bergstraße                              | 529,2     |                                                 |
| Schloß Auerbach                                            | 526,2     |                                                 |
|                                                            | 539,9     | Schloß Auerbach                                 |
| Weltkulturerbe Kloster Lorsch                              | 541,8     |                                                 |
|                                                            | 545,2     | UNESCO Geopark Bergstraße-Odenwald              |
| Starkenburg Heppenheim                                     | 547,4     |                                                 |
|                                                            | 548,7     | Weltkulturerbe Kloster Lorsch                   |
|                                                            | 549,6     | Weinland Hessische Bergstraße                   |
| Weinland Badische Bergstraße                               | 553,4     |                                                 |
| Weinheim Zweiburgenstadt                                   | 555,9     |                                                 |
| Strahlenburg Schriesheim                                   | 561,9     |                                                 |
|                                                            | 562,1     | Weinheim Zweiburgenstadt                        |
| Römerstadt Ladenburg                                       | 565,0     |                                                 |
|                                                            | 569,5     | Römerstadt Ladenburg                            |
| Schloß Heidelberg                                          | 572,5     |                                                 |
|                                                            | 583,8     | Weinland Badische Bergstraße                    |
|                                                            | 585,2     | Schloß Heidelberg                               |
| Weinland Kraichgau                                         | 585,4     |                                                 |
| Eremitage Waghäusel                                        | 592,9     |                                                 |
| Thermen Bad Schönborn                                      | 593,7     |                                                 |
|                                                            | 600,5     | Eremitage Waghäusel                             |
| Barockschloss Bruchsal                                     | 601,2     |                                                 |
|                                                            | 601,5     | Thermen Bad Schönborn                           |
|                                                            | 618,0     | Weinland Kraichgau                              |
| Fächerstadt Karlsruhe                                      | 619,5     |                                                 |
| Schloss Ettlingen                                          | 628,0     |                                                 |
|                                                            | 634,0     | Schloss Ettlingen                               |
| Naturpark Schwarzwald Mitte/Nord                           | 634,7     |                                                 |
|                                                            | 640,0     | Fächerstadt Karlsruhe                           |
| Schlösser Rastatt Badische Revolution 1849                 | 645,3     |                                                 |
|                                                            | 649,9     | Schlösser Rastatt Badische Revolution 1849      |
|                                                            | 651,0     | Wallfahrtskirche Durmersheim                    |
| Museum Frieder Burda Thermen Baden-Baden                   | 654,1     |                                                 |
| Romanisches Münster Schwarzach                             | 659,6     |                                                 |
|                                                            | 661,6     | Museum Frieder Burda Thermen Baden-Baden        |
| Weinland Ortenau                                           | 661,8     |                                                 |
|                                                            | 665,1     | Nördlicher Schwarzwald                          |
| Renchen Simplicissimus-Haus                                | 670,5     |                                                 |
|                                                            | 670,9     | Romanisches Münster Schwarzach                  |
| Karlsruher Grat Ottenhöfen                                 | 672,0     |                                                 |
|                                                            | 680,0     | Hornisgrinde Mummelsee Achertal                 |
|                                                            | 682,8     | Sasbachwalden                                   |
| Ruine Schauenburg Oberkirch                                | 683,6     |                                                 |
| Durbach Schloss Staufenberg                                | 685,3     |                                                 |
|                                                            | 685,4     | Karlsruher Grat Ottenhöfen                      |
| Passerelle des deux Rives Kehl–Strasbourg                  | 688,4     |                                                 |
| Schloss Ortenberg                                          | 693,7     |                                                 |
|                                                            | 694,0     | Passerelle des deux Rives Kehl–Strasbourg       |
|                                                            | 695,3     | Ruine Schauenburg Oberkirch                     |
| Offenburg Platz der Verfassungsfreunde                     | 695,8     |                                                 |
| Historische Altstadt Gengenbach                            | 696,7     |                                                 |
|                                                            | 697,5     | Renchen Simplicissimus-Haus                     |
|                                                            | 701,9     | Historische Altstadt Gengenbach                 |
|                                                            | 702,9     | Offenburg Platz der Verfassungsfreunde          |
|                                                            | 705,0     | Durbach Schloss Staufenberg                     |
| Klosterkirche Schuttern Friesenheim                        | 708,0     |                                                 |
|                                                            | 710,0     | Schloss Ortenberg                               |
| Burgruine Hohengeroldseck Seelbach                         | 711,0     |                                                 |
|                                                            | 712,5     | Klosterkirche Schuttern Friesenheim             |
|                                                            | 716,5     | Burgruine Hohengeroldseck Seelbach              |
|                                                            | 719,0     | Weinland Ortenau                                |
| Barockstadt Ettenheim                                      | 720,5     |                                                 |
|                                                            | 722,3     | Naturpark Schwarzwald Mitte/Nord                |
| Europa Park Rulantica                                      | 724,8     |                                                 |
|                                                            | 725,6     | Barockstadt Ettenheim                           |
| Naturpark Südschwarzwald                                   | 727,2     |                                                 |
|                                                            | 728,4     | Europa Park Rulantica                           |
| Weinland Kaiserstuhl und Tuniberg                          | 730,5     |                                                 |
| Historisches Endingen am Kaiserstuhl                       | 734,4     |                                                 |
|                                                            | 737,0     | Kenzingen Historische Altstadt                  |
| Weinland Breisgau                                          | 738,0     |                                                 |
|                                                            | 740,1     | Historisches Endingen am Kaiserstuhl            |
| Ruine Hochburg Emmendingen                                 | 741,1     |                                                 |
| Hochschwarzwald                                            | 745,7     |                                                 |
| Orgelstadt Waldkirch                                       | 747,0     |                                                 |
| UNESCO Biosphärengebiet Schwarzwald                        | 750,5     |                                                 |
|                                                            | 751,0     | Orgelstadt Waldkirch                            |
| Freiburger Münster                                         | 751,7     |                                                 |
|                                                            | 752,3     | Ruine Hochburg Emmendingen                      |
|                                                            | 756,5     | Augustinermuseum                                |
|                                                            | 758,0     | Freiburger Münster                              |
| Europastadt Breisach am Rhein                              | 760,8     |                                                 |
| Fauststadt Staufen                                         | 763,1     |                                                 |
| Barockkirche St. Trudpert Münstertal                       | 764,0     |                                                 |
|                                                            | 765,0     | Weinland Breisgau                               |
|                                                            | 769,0     | Weinland Kaiserstuhl und Tuniberg               |
| St. Cyriak – Sulzburg                                      | 769,5     |                                                 |
|                                                            | 770,5     | Europastadt Breisach am Rhein                   |
| Römervilla Heitersheim                                     | 771,0     |                                                 |
|                                                            | 771,2     | Barockkirche St. Trudpert Münstertal            |
|                                                            | 772,0     | Fauststadt Staufen                              |
| Schloss Bürgeln Schliengen                                 | 776,0     |                                                 |
| Zähringerstadt Neuenburg am Rhein                          | 777,1     |                                                 |
| Badenweiler Therme                                         | 779,0     |                                                 |
|                                                            | 782,0     | Hochschwarzwald                                 |
| KUNST & KULTUR Blankenhornpalais Müllheim                  | 784,5     |                                                 |
| Thermen Bad Bellingen                                      | 784,0     |                                                 |
| Weinland Markgräflerland                                   | 786,5     |                                                 |
|                                                            | 787,4     | Badenweiler Therme                              |
|                                                            | 792,1     | Weinland Markgräflerland                        |
|                                                            | 794,5     | Zähringerstadt Neuenburg am Rhein               |
|                                                            | 796,0     | KUNST & KULTUR Blankenhornpalais Müllheim       |
| Geotop Isteiner Klotz Historisches Istein                  | 799,5     |                                                 |
|                                                            | 805,3     | Thermen Bad Bellingen                           |
|                                                            | 803,9     | Naturpark Südschwarzwald                        |
|                                                            | 805,4     | Geotop Isteiner Klotz Historisches Istein       |
| Architektur und Design Weil am Rhein                       | 806,0     |                                                 |
|                                                            | 807,8     | Schloss Bürgeln Schliengen                      |
|                                                            | 811,8     | Architektur und Design Weil am Rhein            |
| Grenzübergang Weil am Rhein                                | 814,1     |                                                 |

## A 52
| Fahrtrichtung nach Osten                       | Kilometer | Fahrtrichtung nach Westen           |
| Grenzübergang Niederkrüchten-Elmpt             | −0,5      |                                     |
| ---------------------------------------------- | --------- | ----------------------------------- |
| Naturpark Schwalm-Nette                        | 5,7       |                                     |
| Burg Brüggen                                   | 7,1       |                                     |
|                                                | 12,0      | Burg Brüggen                        |
|                                                | 17,0      | Naturpark Schwalm-Nette             |
| Münster St. Vitus                              |           |                                     |
| Museum Abteiberg                               | 24,7      |                                     |
| Schloss Rheydt                                 | 32,8      |                                     |
|                                                | 36,6      | Schloss Rheydt                      |
| Büderich                                       | 46,7      |                                     |
| Düsseldorf-Rath                                | 54,0      |                                     |
| Industriekultur Industriemuseum Ratingen       | 59,2      |                                     |
|                                                | 60,8      | Historischer Stadtkern Kaiserswerth |
| Industrie • Kultur • Landschaft Metropole Ruhr | 66,9      |                                     |
| Industriekultur Villa Hügel                    | 71,5      |                                     |
|                                                | 76,3      | Industriekultur Villa Hügel         |
| Autobahndreieck Essen-Ost                      | 83,0      |                                     |

## A 57
| Fahrtrichtung nach Süden      | Kilometer | Fahrtrichtung nach Norden       |
| Grenzübergang Goch-Autobahn   | 0,0       |                                 |
| ----------------------------- | --------- | ------------------------------- |
| Museum Kurhaus Kleve          | 3,7       |                                 |
| Historischer Stadtkern Kalkar | 6,5       |                                 |
| Wallfahrtsort Kevelaer        | 8,2       |                                 |
|                               | 8,3       | Museum Kurhaus Kleve            |
|                               | 14,5      | Historischer Stadtkern Kalkar   |
|                               | 26,8      | Dom-Archäologischer Park Xanten |
|                               | 28,0      | Wallfahrtsort Kevelaer          |
|                               | 50,7      | Kloster Kamp                    |
| Zoo Krefeld                   | 62,5      |                                 |
|                               | 68,0      | Historischer Stadtkern KR-Linn  |
| Zollfeste Zons                | 96,0      |                                 |
| Kloster Knechtsteden          | 96,5      |                                 |
|                               | 101,6     | Zollfeste Zons                  |
|                               | 102,6     | Kloster Knechtsteden            |
| Weltkulturerbe Kölner Dom     | 107,6     |                                 |
| Köln-Ehrenfeld                | 116,0     |                                 |

## A 59
| Fahrtrichtung nach Süden       | Kilometer | Fahrtrichtung nach Norden                       |
| Dinslaken-West                 | 1,3       |                                                 |
| ------------------------------ | --------- | ----------------------------------------------- |
|                                | 21,5      | Industrieland NRW Größter Stahlstandort Europas |
| Autobahnkreuz Duisburg-Süd     | 24,9      |                                                 |
| Autobahndreieck Düsseldorf-Süd | 0,0       |                                                 |
|                                | 3,4       | Schloss Benrath                                 |
| Schiffsbrücke Wuppermündung    | 16,8      |                                                 |
| Autobahnkreuz Leverkusen-West  | 20,5      |                                                 |
| Autobahndreieck Köln-Heumar    | 6,3       |                                                 |
|                                | 30,2      | Doppelkirche Schwarzrheindorf                   |
| Autobahnkreuz Bonn-Ost         | 31,5      |                                                 |

## A 535
| Fahrtrichtung nach Süden             | Kilometer | Fahrtrichtung nach Norden            |
| Autobahndreieck Velbert-Nord         | 0,0       |                                      |
| ------------------------------------ | --------- | ------------------------------------ |
| Schloss Hardenberg Mariendom Neviges | 2,7       |                                      |
|                                      | 3,6       | Industrieland NRW Schlüsselregion    |
|                                      | 5,7       | Schloss Hardenberg Mariendom Neviges |
| Sonnborner Kreuz                     | 13,4      |                                      |

## A 553
| Fahrtrichtung nach Nordosten             | Kilometer | Fahrtrichtung nach Südwesten |
| Autobahnkreuz Bliesheim                  | 0,0       |                              |
| ---------------------------------------- | --------- | ---------------------------- |
| UNESCO-Weltkulturerbe Schloss Falkenlust | 8,6       |                              |
| Brühl-Nord                               | 13,2      |                              |

## A 555
| Fahrtrichtung nach Süden | Kilometer | Fahrtrichtung nach Norden              |
| Köln-Bayenthal           | 0,0       |                                        |
| ------------------------ | --------- | -------------------------------------- |
|                          | 12,8      | Industrieland NRW Europas Chemieregion |
| Bonn-Zentrum             | 20,0      |                                        |

## A 560
| Fahrtrichtung nach Osten                | Kilometer | Fahrtrichtung nach Westen |
| Autobahndreieck Sankt Augustin-West     | 0,0       |                           |
| --------------------------------------- | --------- | ------------------------- |
| Historischer Ortskern Stadt Blankenberg | 12,3      |                           |
| Dahlhausen/Blankenberg                  | 13,2      |                           |

## A 565
| Fahrtrichtung nach Süden     | Kilometer | Fahrtrichtung nach Norden |
| Autobahndreieck Bonn-Nordost | 0,0       |                           |
| ---------------------------- | --------- | ------------------------- |
| Beethoven-Haus Bonn          | 2,5       |                           |
|                              | 9,2       | Museumsmeile Bonn         |
| Gelsdorf                     | 26,0      |                           |